# 2020년 세계 쇼트트랙 선수권 대회
2020년 세계 쇼트트랙 선수권 대회(World Short Track Speed Skating Championships)는 2020년 3월 13일부터 3월 15일까지 대한민국 서울특별시에서 개최될 예정이었던 세계 쇼트트랙 선수권 대회였으나, 코로나19의 확산으로 인해 대회가 취소되었다.